# Jason Alexander
Jason Alexander, acteursnaam van Jay Scott Greenspan, (Newark (New Jersey), 23 september 1959) is een Amerikaans acteur.
Alexander begon zijn carrière op Broadway, maar kreeg al snel tv -en filmrollen. Een bekende rol is die van George Costanza in de comedyserie Seinfeld. Ook sprak hij de stem van stripheld Duckman in. Belangrijke rollen speelde hij in films als Pretty Woman, Jacob's Ladder, Coneheads, Dunston Checks In en Shallow Hal.
Sinds 31 mei 1981 is hij getrouwd met Daena E. Title; ze kregen twee kinderen. Gabriel werd geboren in augustus 1991, Noah in februari 1996.

## Filmografie
- The Burning (1981) - Dave
- Senior Trip (Televisiefilm, 1981) - Pete
- E/R Televisieserie - Harold Stickley (Afl. onbekend, 1984-1985)
- Rockabye (Televisiefilm, 1986) - Lt. Ernest Foy
- The Mosquito Coast (1986) - Hardware Clerk
- Brighton Beach Memoirs (1986) - Pool Player #1
- Everything's Relative Televisieserie - Julian Beeby (1987)
- Newhart Televisieserie - Jim Ramming (Afl., Courtin' Disaster, 1988)
- Favorite Son (Mini-serie, 1988) - Chris Van Allen
- Pretty Woman (1990) - Philip Stuckey
- White Palace (1990) - Neil
- Jacob's Ladder (1990) - Geary
- I Don't Buy Kisses Anymore (1992) - Bernie Fishbine
- For Goodness Sake (1993) - VCR Customer
- Down on the Waterfront (1993) - Howie Silver
- Sexual Healing (1993) - Frank
- Dinosaurs Televisieserie - Verschillende rollen (7 afl., 1991-1993, stem)
- Dream On Televisieserie - Randall Townsend (Afl., Oral Sex, Lies and Videotape, 1993)
- Coneheads (1993) - Larry Farber
- The Paper (1994) - Marion Sandusky
- The Return of Jafar (Video, 1994) - Abis Mal, the Chief of the Thieves (Stem)
- North (1994) - Norths vader
- Blankman (1994) - Mr. Stone
- Aladdin Televisieserie - Abis Mal (Afl., Air Feather Friends, 1994, stem|Some Enchanted Genie, 1994, stem)
- For Better or Worse (1995) - Michael Makeshift
- The Last Supper (1995) - The Anti-Environmentalist
- Bye Bye Birdie (Televisiefilm, 1995) - Albert J. Peterson
- Dunston Checks In (1996) - Robert Grant
- The Hunchback of Notre Dame (1996) - Hugo (Stem)
- The Nanny Televisieserie - Jack (Afl., The Tart with Heart, 1996)
- Love! Valour! Compassion! (1997) - Buzz Hauser
- Duckman: Private Dick/Family Man Televisieserie - Eric Duckman (Stem, 1994-1997)
- Remember WENN Televisieserie - Alan Ballinger (Afl., Nothing Up My Sleeve, 1997)
- Cinderella (Televisiefilm, 1997) - Lionel
- Sammy the Screenplay (Video, 1997) - Dennis Bottworth, de schrijver
- Denial (1998) - Art Witz
- Titey (1998) - Titey
- Seinfeld Televisieserie - George Costanza (174 afl., 1989-1998)
- Hercules Televisieserie - Triton (Afl., Hercules and the Son of Poseidon, 1998, stem)
- Jingle Bells (Televisiefilm, 1999) - Elf (Stem)
- Star Trek: Voyager Televisieserie - Kurros (Afl., Think Thank, 1999)
- Madeline: Lost in Paris (1999) - Madelines oom Henri Horst (Stem)
- Love and Action in Chicago (Video, 1999) - Frank Bonner
- Just Looking (1999) - Radioaankondiger (Stem, niet op aftiteling)
- Ultimate Trek: Star Trek's Greatest Moments (Televisiefilm, 1999) - Capt. Kirk
- The Adventures of Rocky & Bullwinkle (2000) - Boris
- Dilbert Televisieserie - Catbert (6 afl., 1999-2000, stem)
- Friends Televisieserie - Earl (Afl., The One Where Rosita Dies, 2001)
- On Edge (2001) - Zamboni Phil
- The Trumpet of the Swan (2001) - Vader (Stem)
- Odessa or Bust (2001) - The Agent
- Bob Patterson Televisieserie - Bob Patterson (Afl., Pilot, 2001)
- The Legend of Tarzan Televisieserie - Zutho (Afl., Tarzan and the Face from the Past, 2001, stem)
- Shallow Hal (2001) - Mauricio Wilson
- The Hunchback of Notre Dame II (DVD, 2002) - Hugo (Stem)
- Son of the Beach Televisieserie - Tex Finklestein (Afl., Penetration Island, 2002)
- Stage on Screen: The Women (Televisiefilm, 2002) - Presentator
- House of Mouse Televisieserie - Hugo (Afl., The Stolen Cartoons, 2001, stem|Clarabella's Big Secret, 2001, stem|The Mouse Who Came to Dinner, 2001, stem|House of Scrooge, 2002, stem)
- The Twilight Zone Televisieserie - De Dood (Afl., One Night at Mercy, 2002)
- The Man Who Saved Christmas (Televisiefilm, 2002) - A.C. Gilbert
- 101 Dalmations II: Patch's London Adventure (DVD, 2003) - Lightning (Stem)
- Malcolm in the Middle Televisieserie - Leonard (Afl., Future Malcolm, 2003)
- Biography Televisieserie - Passages Read By (Afl., Dr. Seuss: Rhymes & Reasons, 2003, stem)
- The Fairly OddParents in: Channel Chasers (Televisiefilm, 2004) - Nickelodeon Manager (Stem)
- A Christmas Carol (Televisiefilm, 2004) - Jacob Marley/Marleys geest
- Listen Up Televisieserie - Tony Kleinman (22 afl., 2004-2005)
- Monk Televisieserie - Marty Eels (Afl., Mr. Monk and the Other Detective, 2005)
- Farce of the Penguins (DVD, 2006) - Penguin on belly (Stem)
- Ira and Abby (2006) - Dr. Morris Saperstein
- Hood of Horror (2006) - British Record Mogul
- Odd Job Jack Televisieserie - Don (Afl., Twenty-One You're Dead, 2006, stem)
- How to Go Out on a Date in Queens (2006) - Johnny
- Campus Ladies Televisieserie - Professor (Afl., A Very Special Episode, 2006)
- Everybody Hates Chris Televisieserie - Prinicipal Edwards (Afl., Everybody Hates the Buddy System, 2006|Everybody Hates Snow Day, 2007)
- The Grand (2007) - Dr. Yakov Achmed
- Untitled Victoria Pile Project (Televisiefilm, 2008) - Luitenant Stanley Banks
- Criminal Minds Televisieserie - Henry Grace (Afl., Masterpiece, 2008)
- The New Adventures of Old Christine Televisieserie - Dr. Palmer (Afl., One and a Half Men, 2008)
- Hachiko: A Dog's Story (2008) - Carl
- Identity (2008) - Oliver (Pre-productie)
- Meteor: Path to Destruction (Miniserie, 2009) - Dr. Chetwyn (2 afl.)

- Biblioteca Nacional de España: XX1594784
- Bibliothèque nationale de France: cb14006043f (data)
- Catàleg d'autoritats de noms i títols de Catalunya: 981058521622206706
- Gemeinsame Normdatei: 141860642
- International Standard Name Identifier: 0000 0001 1490 4658
- Library of Congress Control Number: no96055075
- MusicBrainz: 7586ba0f-c745-4978-a1d5-cc0a609c0796
- Nationale Bibliotheek van Tsjechië: xx0042291
- Nationale Bibliotheek van Israël: 987007434967305171
- Nationale Bibliotheek van Polen: a0000001678664
- Nederlandse Thesaurus van Auteursnamen: 314347739
- SNAC: w6vg1mm9
- Système universitaire de documentation: 160743303
- Virtual International Authority File: 39573643
- WorldCat: E39PBJr3tpVWgrd9GDGd8QCfbd